# Brili (Kurta)
Brili (en georgiano: ბრილი; en ruso: Андиси) o Bril (en osetio: Брил) es un pueblo que pertenece a la parcialmente reconocida República de Osetia del Sur, parte del distrito de Tsjinval, aunque de iure pertenece al municipio de Kurta de la región de Iberia Interior de Georgia.

## Geografía
Brili se encuentra a orillas del río Kornisistskali, a 14 km de Tsjinvali. La aldea se administra desde el pueblo de Dzari. 

## Historia
Según la división administrativa de la República Socialista Soviética de Georgia, formó parte del Óblast Autónomo de Osetia del Sur desde 1922.
De 1922 a 1990, formó parte del distrito de Tsjinval del óblast autónomo de Osetia del Sur. De 1990 a 2006, formó parte del raión de Kareli y, desde 2006, forma parte del municipio de Kurta.  

## Demografía
La evolución demográfica de Brili entre 1959 y 2015 fue la siguiente:
| 63                                                       | 0 |
| (Fuente: Population of South Ossetia since Soviet times) |   |

Según el censo soviético de 1959, la mayoría de la población local eran osetios.